# Rosenthal (Berlino)

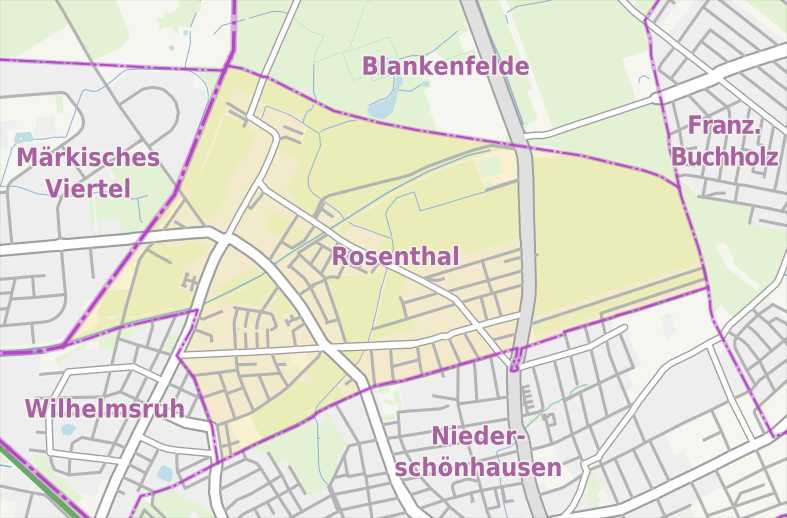
Mappa del quartiere

Rosenthal è un quartiere (Ortsteil) di Berlino, appartenente al distretto (Bezirk) di Pankow.